# Strehlener Berge
Die Strehlener Berge (polnisch Wzgórza Strzelińskie, schlesisch Strahler Barge oder Strahler Bärge) sind eine Hügelkette im schlesischen Sudetenvorland. Nach der physikalischen und geografischen Einteilung (nach Kondracki und Walczak) handelt es sich um eine Mikroregion, die zur Mesoregion der Nimptsch-Strehlener Berge (Niemczańsko-Strzelińskie Wzgórza) gehört.

## Landschaft
Das Gebirge ist mit einer relativen Höhe von 180–220 Metern nicht sehr hoch und erreicht seinen Höhepunkt bei 393 Metern über dem Meeresspiegel. Jedoch geben steile Hänge ihm den Charakter eines Gebirges. Das Gebirge erstreckt sich in Längsrichtung und wird im Westen durch das Tal des Flusses Ohle und im Osten durch das Tal der Kryhn begrenzt. Nach deutscher Einteilung liegen die Strehlener Berge in einem gleichschenkligen Dreieck, das durch die Stadt Strehlen und die Dörfer Türpitz (östlich – heute Cierpice) und Rätsch (westlich – heute Raczyce) gebildet wird. Nach polnischer Einteilung beginnt der Hauptkamm in der südlichen Vorstadt von Strehlen und endet nördlich von Frankenstein. Die Hügel setzen sich südlich und südöstlich von Frankenstein fort, weisen aber keine klare Struktur mehr auf.
Die höchsten Gipfel sind der Rummelsberg (393 m), der Kalinkeberg (386 m), und der Leichnamsberg (383 m), die in der Mitte des Kammes liegen und durch einen Sattel getrennt sind, innerhalb dessen sich die drei Dörfer Dobroszów (Doberschau), Kaczowice (Katzschwitz) und Romanów (Pogarth) ausbreiten.

## Nutzung
Die Gebiete am Fuße der Hügel und die angrenzenden Täler waren seit dem Mittelalter dicht deutsch besiedelt und wirtschaftlich intensiv genutzt. Im 18. Jahrhundert siedelten sich böhmische Religionsflüchtlinge an, worauf die Ortsnamen Hussinetz (heute: Gesiniec) und Ober-, Mittel- und Nieder-Podiebrad verweisen. Der Strehlener Granit war wegen seiner Eigenschaften berühmt.

### Gipfel
(Quelle: )
- Gromnik (Rummelsberg) – 393 m n.p.m.
- Kalinka (Kalinkeberg) – 386 m n.p.m.
- Nowoleska Góra (Leichnamsberg) – 383 m n.p.m.
- Borowa (Finkenberg) – 335,5 m n.p.m.
- Miecznik (Milch-Kuppe) – 310,41 m n.p.m.
- Folwarczna Góra (Vorwerksberg) – 291,2 m n.p.m.
- Pałąk (Schlosberg) – 284,1 m n.p.m.
- Garnczarek (Töppendorfer Berg) – 275,3 m n.p.m.
- Koziniec (Ziegenberg) – 245,7 m n.p.m.
- Góra Gliczyna – 225,3 m n.p.m.
- Klasztorna (Klosterberg) – 216,2 m n.p.m.
- Glinica (Lehmberg) – 212,4 m n.p.m.
- Chmieliniec (Tummelberg) – 211,43 m n.p.m.
- Góra Szańcowa – 208,3 m n.p.m.
- Piaszna (Sandberg) – 201,9 m n.p.m.
- Gębicka Góra (Fleischerberg) – 190,4 m n.p.m.
- Grodna (Goldberg ) – 186,3 m n.p.m.
- Góra Gródek – 186,0 m n.p.m.
- Parkowa (Marienberg) – 183,9 m n.p.m.

## Geologische Struktur
Geologisch gesehen gehören die Strehlener Berge zum Präsudetischen Block. Sie bestehen aus paläozoischen metamorphen Gesteinen – Gneisen, Schiefer, Quarziten, Quarzschiefer, Amphiboliten, Marmoren, die mit zahlreichen Adern von Karbonen und Permen durchsetzt sind. Sie werden teilweise von Sedimentgesteinen überlagert, die aus dem Miozän stammen. In den Hügeln gibt es aktive und zahlreiche verlassene Steinbrüche, z. B. am Galgenberg. Einige von ihnen sind heute mit Wasser gefüllt.
Am Kalinkenberg herrscht Glimmer vor. Schwarzer Turmalin als Beimischung von Granit findet sich besonders bei Deutsch-Neudorf (heute: Nowina). Marmor kommt bei Prieborn, am westlichen Fuß des Rummelsbergs und am Kuhberg vor. Quarz kommt als Sandstein und Quarzschiefer bei Krummendorf (heute: Krzywina) vor, als Quarzfels südlich des Kalinkenbergs, als Geschiebe auf dem Ochsenberg, Ziegenberg und der nördlichen Vorterrasse bis Töppendorf. Graphit kommt nur bei Sackrau (Zakrzów) vor. Im Gebiet soll sich der größte Granitbruch Europas befinden.

## Touristische Attraktionen
Die Strehlener Berge bilden eine alte, historisch deutsch geprägte Kulturlandschaft. Zahlreiche Denkmäler sind in Form von Herrenhäusern, Schlössern, Kirchen, stillgelegten Gruben und Kalköfen erhalten. Zu den bedeutendsten gehören das Kloster Heinrichau, das Arboretum in Wojsławice, Strehlen und Frankenstein mit ihren mittelalterlichen Stadtgrundrissen, Schloss Schönjohnsdorf, Schloss Prieborn und Schloss Siebenhufen, Burgruinen auf dem Rummelsberg, Kirchen mittelalterlichen Ursprungs in Steinkirche (Biały Kościół), Riegersdorf (Jegłowa) sowie Barockkirchen in Siebenhufen (Siemisławice) und Dobrischau (Dobroszów).
Die bewaldeten Hügel sind ein hervorragendes Gebiet zum Radfahren, Wandern und Skilanglauf. Mehrere Wanderwege erschließen die Berge, die sich auf dem Rummelsberg und in der „Kreuzung unter den Eichen“ kreuzen. Das Gebiet ist mit der Bahn gut von Wrocław zu erreichen, nach Prag verkehrt derzeit kein direkter Zug. Bahnhöfe bestehen in Strehlen, Steinkirche, Heinrichau und Frankenstein.

## Verweise
- Schema der Wanderwege